# Истра (река)
И́стра — река в Московской области России, левый приток Москвы-реки. Вместе с образованным на реке водохранилищем является частью системы водоснабжения города Москвы. В середине XVII века московским патриархом Никоном была названа Иорданом.

## Название
Первые упоминания о реке Истре датируются 1461 годом и содержатся в духовной грамоте великого князя Василия Васильевича. В писцовых книгах XVI века река указана под названиями Болшая Истрица и Болшая Истра. В более поздних источниках, в том числе в Книге Большому чертежу 1627 года, вновь фигурирует как Истра. В названии могут быть выделены основа -стр- и начальное и-, появившееся для облегчения произношения основы и имеющее приставной характер. Древняя индо-европейская основа -стр-, означающая «течь», представлена и в славянской, и в балтийской терминологии и гидронимии.
Гипотеза о балтийском происхождении названия подтверждается тем, что известны литовские географические термины strauja — «поток, течение», srava — «поток, большая река», sraumuo — «поток, быстрина», которым соответствуют латышские strauja, strava, straume с теми же значениями. Поскольку западное Подмосковье, где протекает река, до прихода славян было заселено балтийскими племенами, то вполне вероятно, что в языке балтийского племени, которое жило на реке, были близкие по звучанию термины на str, и один из них мог быть положен в основу названия и приобрести форму Истра.
Возможна гипотеза и о славянском происхождении названия. Известные в русском языке слова струя, струмень, стрежень, стремнина, а также названия рек Струма, Стрий, Стырь и тому подобных, протекающих в южной части зоны славянского расселения, позволяют считать возможным и образование названия Истра. Однако предпочтение всё же должно быть отдано балтийскому варианту происхождения — чем крупнее река, тем, как правило, более древним является её название.

## Физико-географическая характеристика

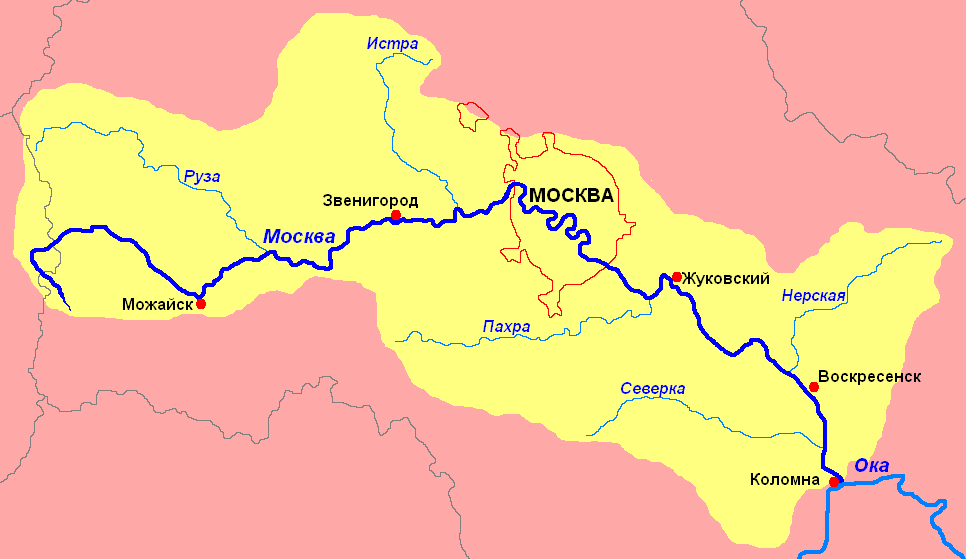
Бассейн реки Москвы

Река Истра берёт начало на Московской возвышенности, недалеко от деревни Коськово, в 2 км восточнее платформы Покровка главного хода Октябрьской железной дороги. Протекает по территории городских округов Солнечногорск, Истра и Красногорск. Впадает в Москву-реку в 247 км от её устья, напротив села Знаменского Одинцовского района.
Длина — 113 км, площадь бассейна, включающего около 190 водотоков общей протяжённостью 885 км, — 2050 км². Среди притоков Москвы-реки Истра занимает 1-е место по площади бассейна и 2-е место по длине после Пахры.
Восточноевропейский тип водного режима реки характеризуется высоким весенним половодьем, летне-осенней и зимней меженью. Питание преимущественно снеговое и составляет порядка 60 %, в то время как на долю подземного и дождевого приходится соответственно 28 % и 12 %. Среднегодовой расход воды у села Павловская Слобода (12 км от устья) — 12,1 м³/с, что соответствует объёму стока 0,382 км³/год.
| Средний расход воды (м³/с) реки Истры по месяцам и за год с 1925 по 1985 гг. (замеры производились на гидрологическом посту в районе с. Павловская Слобода, 12 км от устья) |

В 1935 году, со строительством в 21 км от устья гидроузла, на реке было образовано Истринское водохранилище площадью 33,6 км² (при нормальном подпорном уровне), входящее в Москворецкую систему водоснабжения столицы.
После его наполнения водный и ледовый режимы Истры изменились — несколько сократился период ледостава. Половодье начинается в марте — апреле, заканчивается в апреле — мае, средний подъём уровня воды в этот период составляет 2,5—3,5 м. Вода реки в нижнем течении по классу качества характеризуется как «очень загрязнённая».
Ширина реки в нижнем течении — 17—30 метров, глубина — 1,0—1,5 метра, скорость течения — 0,1—0,3 м/с, дно песчаное. В верховье соединена с озером Сенежским Екатерининским каналом, где в начале XIX века проходил водный путь с Волги по Дубне и Сестре через Сенеж, канал и Истру к реке Москве. Ихтиофауна представлена такими видами рыб, как плотва, уклейка, елец, гольян, ёрш, окунь, лещ, ниже Истринского гидроузла в уловах встречаются голавль, пескарь, голец, язь, жерех. Река пользуется популярностью у пеших и водных туристов. На реке расположен город Истра, а также многочисленные населённые пункты, санатории и дома отдыха.
По данным государственного водного реестра России река относится к Окскому бассейновому округу, речной бассейн — Ока, речной подбассейн — бассейны притоков Оки до впадения Мокши, водохозяйственный участок — Истра от истока до Истринского гидроузла.

## Притоки
(расстояние от устья)
- 9 км — река Беляна (пр)
- 19 км — река Грязева (лв)
- 42 км — река Песочная (лв)
- 44 км — река Малая Истра (пр)
- 75 км — река Нудоль (пр)
- 75 км — река Раменка (пр)
- 77 км — река Катыш (пр)
- 77 км — река Чёрная (пр)
- 96 км — река Палишня (пр)

## Достопримечательности

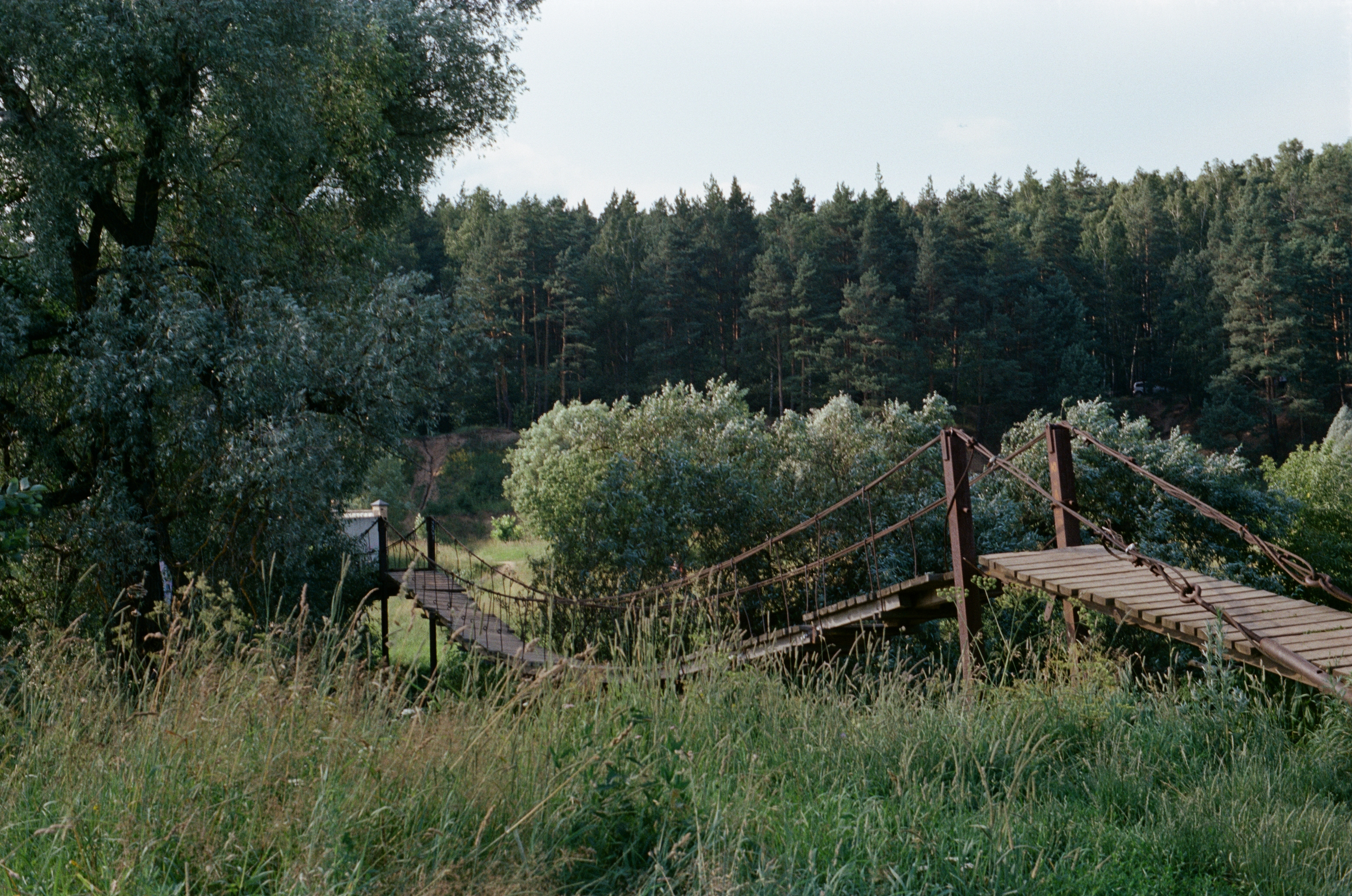
Подвесной мост через Истру у Павловской Слободы (2020)

На реке расположен Воскресенский Новоиерусалимский мужской монастырь, в северном приделе Воскресенского собора которого находится могила его основателя — патриарха Никона. Желая сделать обитель новым центром православия, аналогично палестинскому Иерусалиму, для большего сходства он перенёс в окрестности монастыря знакомые для христиан наименования святых мест Палестины — безымянный ручей стал Кудронским потоком, ближайшие холмы получили названия Елеон, Фавор и Голгофа, а селения — Вифлеем, Назарет, Галилея; Истру он стал называть Иорданом. Ансамбль Новоиерусалимского монастыря является объектом культурного наследия России, как памятник архитектуры федерального значения.

## В культуре
В 1885 году на Истру приезжал на этюды художник Исаак Левитан и был поражён красотой этих мест. В дальнейшем истринские мотивы нашли отображение в его картинах «Река Истра», «К вечеру», «На тяге», «Берёзовая роща», «Золотая осень», «Деревня Максимовка», «Пейзаж».
Река Истра упоминается в песне «Подмосковная» барда Юрия Визбора.